# Варвара (Теарце)
Варвара (мкд. Варвара) је насеље у Северној Македонији, у северном делу државе. Варвара припада општини Теарце.

## Географија
Насеље Варвара је смештено у северном делу Северне Македоније, близу државне границе са Србијом (8 km северно од насеља). Од најближег већег града, Тетова, насеље је удаљено 15 km северно.
Варвара се налази у доњем делу историјске области Полог. Насеље је положено на првим брдима западно од Полошког поља. Источно од насеља тло се стрмо спушта у поље, а западно се издиже главно било Шар-планине. Надморска висина насеља је приближно 830 метара.
Клима у насељу је планинска због знатне надморске висине. 

## Становништво
Варвара је према последњем попису из 2002. године била без становника.
Претежно становништво у насељу били су македонски Словени хришћанске вере.